# La Voie de la justice
Pour plus de détails, voir Fiche technique et Distribution.
La Voie de la justice (Just Mercy) est un film dramatique américain réalisé par Destin Daniel Cretton, sorti en 2019. Il s'agit d'un film biographique sur Bryan Stevenson.
Il est présenté au festival international du film de Toronto 2019.

## Synopsis
Après des études à l'université Harvard, Bryan Stevenson est promis à une brillante — et lucrative — carrière d'avocat. Il décide cependant de se rendre en Alabama pour défendre des personnes condamnées à mort telles que Herbert Lee Richardson et Anthony Ray Hinton. Il est aidé par Eva Ansley, une militante locale.
L'une de ses premières affaires est celle de Walter McMillian (surnommé « Johnny D. »), condamné à mort en 1987 pour le meurtre très médiatisé d’une jeune fille de 18 ans. Après avoir relu le dossier et trouvé des éléments troublants quant à la qualité de l'instruction, Bryan va être pris dans la complexité des manœuvres juridiques et politiques, tout en luttant contre des actes racistes.
Il réussira cependant à refaire l’enquête, initialement menée par le shérif Tom Tate, trouvant des alibis pour McMillan et découvrant que Ralph Myers, le principal témoin, avait initialement, dans un interrogatoire non versé au dossier, nié toute implication de McMillan dans le meurtre avant qu'il ne soit enfermé dans une cellule attenante à la chambre de la mort (en) et exposé à l'exécution de Wayne Eugene Ritter sur la chaise électrique par des policiers jouant sur sa pyrophobie pour obtenir de lui un faux témoignage.
Face au procureur Tommy Chapman, Stevenson parviendra finalement à faire casser l’arrêt portant condamnation de son client et à le faire libérer.

## Fiche technique
Sauf indication contraire, les informations mentionnées dans cette section peuvent être confirmées par la base de données cinématographiques IMDb,  présente dans la section « Liens externes ».
- Titre : La Voie de la justice
- Titre original : Just Mercy
- Réalisation : Destin Daniel Cretton
- Scénario : Destin Daniel Cretton et Andrew Lanham, d'après autobiographie Just Mercy: A Story of Justice and Redemption de Bryan Stevenson
- Direction artistique : Peter Borck
- Décors : Sharon Seymour
- Costumes : Francine Jamison-Tanchuck
- Photographie : Brett Pawlak
- Montage : Nat Sanders
- Musique : Joel P. West
- Production : Asher Goldstein, Gil Netter,

Producteur associé : Jennie Lee
Producteurs délégués : Mike Drake, Daniel Hammond, Gabriel Hammond, Michael B. Jordan, Charles D. King, Niija Kuykendall et Bryan Stevenson
- Sociétés de production : Endeavor Content, MACRO, Netter Productions, One Community, Outlier Society et Participant Media
- Société de distribution : Warner Bros. (États-Unis, France)
- Budget : n/a
- Pays d'origine :  États-Unis
- Langue originale : anglais
- Format : couleur
- Genre : drame biographique
- Durée : 136 minutes
- Dates de sortie[2] :
  -  Canada : 6 septembre 2019 (Festival international du film de Toronto - Gala presentations)
  -  États-Unis : 25 décembre 2019 (sortie limitée)
  -  États-Unis : 10 janvier 2020
  -  France : 29 janvier 2020

## Distribution
- Michael B. Jordan (VF : Jean-Baptiste Anoumon) : Bryan Stevenson
- Jamie Foxx (VF : Lucien Jean-Baptiste) : Walter « Johnny D. » McMillian
- Brie Larson (VF : Élisabeth Ventura) : Eva Ansley
- Rob Morgan (VF : Bruno Henry) : Herbert Lee Richardson
- Tim Blake Nelson (VF : Yann Guillemot) : Ralph Bernard Myers
- Rafe Spall (VF : Arnaud Bedouët) : le procureur de district Tommy Chapman
- O'Shea Jackson Jr. (VF : Namakan Koné) : Anthony Ray Hinton
- Lindsay Ayliffe (VF : Philippe Peythieu) : le juge Foster
- C. J. LeBlanc : John McMillian
- Ron Clinton Smith (ar) : Woodrow Ikner
- Dominic Bogart : Doug Ansley
- Hayes Mercure : Jeremy
- Karan Kendrick (VF : Corinne Wellong) : Minnie McMillian
- Kirk Bovill (en) : David Walker
- Terence Rosemore : Jimmy
- Darrell Britt-Gibson (en) (VF : Alexis Ballesteros) : Darnell Houston
- Claire Bronson : Mme Chapman
- Marcus A. Griffin, Jr. : Charlie
- Drew Scheid : Linus
- Rhoda Griffis : la juge Pamela Bachab
- Michael Harding (VF : Philippe Vincent) : le shérif Thomas « Tom » Tate

 Source et légende : version française (VF) sur RS Doublage et selon le carton du doublage français cinématographique.

## Production
Le projet démarre en 2015 lorsque Broad Green Productions engage Destin Daniel Cretton comme réalisateur et avec Michael B. Jordan en tête d'affiche. En décembre 2017, Warner Bros. acquiert les droits de distribution alors que Broad Green Productions est en faillite. En juillet 2018, Jamie Foxx rejoint la distribution. Il est rejoint le mois suivant par Brie Larson, O'Shea Jackson Jr. et Tim Blake Nelson,,,
Le tournage débute à Montgomery en Alabama le 30 aout 2018. Il a également lieu en Géorgie.

## Critiques
Le film reçoit un très bon accueil de la part du public avec une moyenne de 4,3/5 sur Allociné, mais des critiques mitigées de la part de la presse avec une moyenne de 2,9/5 .
Le Figaro a apprécié le film : « Derrière la caméra, Destin Daniel Cretton ne fait pas d’étincelles. Mais l’histoire est suffisamment forte et les acteurs convaincants pour qu’on s’y intéresse. ».
Le Nouvel Observateur est déçu du film : « Plus qu’un plaidoyer contre la peine de mort, ce film édifiant est une dénonciation du racisme endémique qui gangrène l’Amérique, les États du Sud en particulier. À montrer dans les écoles, sauf celles de cinéma. ».